# 中央山脈大縱走
中央山脈大縱走是台灣的一條登山路線，是長程縱走中央山脈主脊3000公尺以上高山段的全程，北從南湖山群的審馬陣山，中點至七彩湖，南至卑南主山，途經60座3000公尺級山峰、44座台灣百岳。1970年代首次有中央山脈主脊3000公尺以上高山全程縱走的記錄，隨後又有登山隊更延長了南湖山群以北與卑南主山以南的主脊縱走路段。

## 起源
在1970年代以前，台灣登山界已幾乎將3000公尺以上的高山探勘完畢，中央山脈各山列的登山路線也都有分段縱走的經驗，在縱走雪山山脈的聖稜線時遙望對面的中央山脈，興起進行中央山脈大縱走的念頭。1971年（民國60年）台灣省體育會山岳協會（今中華民國協會）為慶祝中華民國開國一甲子，並發展台灣登山運動，由林文安策劃中央山脈南北大縱走，號召全國登山界60名成員組隊將中央山脈主脊全程共計60座3000公尺以上山峰，象徵開國六十週年，以一趟縱走完成，分兩隊分別由北端、南端出發，並於中點七彩湖在10月底完成會師。1978年10—11月，台北市登山會高山俱樂部陳財旺、石煌榮等由南端卑南主山到北端審馬陣山，將全程以38天縱走完成。

## 發展
時至今日，中央山脈大縱走已經成為台灣一條長程登山路線，登山者多半規劃25—50日行程，並在甘薯南峰（七三〇林道）、大禹嶺（中橫）、天池山莊（能高越）、七彩湖（丹大林道）、白洋金礦山屋（八通關越）、向陽森林遊樂區（南橫）等地作補給。由於行程曠日費時，亦有山友使用分段完成的方式，分好幾次走完所有路線。在多年來提倡登百岳大眾的踩踏下，以及困難地形架設輔助器材，除了草山段與南三段，路線的大部分山徑皆已郊山化，再加上登山裝備輕量化、衛星定位系統與離線地圖使用的普及，使野跑界進行極速攀登的嘗試成為可能。

## 行經山峰
1971年10月首次的中央山脈南北大縱走，由於縱走路程遙遠、行程曠日費時，分為南北兩隊以諧音稱為藍白兩隊，都各分三段以方便補給。白隊北端自南湖山群往南至畢祿山為白隊前段（補給陪走隊稱為「白一輔佐隊」，後岳界習稱北一段），合歡群峰、奇萊連峰為白隊中段（補給陪走隊稱為「白二輔佐隊」，後岳界習稱北二段），能安至中點七彩湖會師為白隊後段（補給陪走隊稱為「白三輔佐隊」，後岳界習稱北三段）。藍隊南端自卑南主山往北至關山埡口為藍隊前段（補給陪走隊稱為「藍一輔佐隊」，後岳界習稱南一段），關山埡口至白洋金礦為藍隊中段（補給陪走隊稱為「藍二輔佐隊」，後岳界習稱南二段），白洋金礦至中點七彩湖會師為藍隊後段（補給陪走隊稱為「藍三輔佐隊」，後岳界習稱南三段）。
由於原來的白隊前段北一段在中央尖山之後有非常危險的死亡稜線橫阻，當時實際執行時，是從中央尖山東鞍離開主稜往南下切小瓦黑爾溪源頭，再繞回主稜甘薯峰避開死亡稜線，南湖山群往南至畢祿山路程又過於遙遠，一般登山隊須超過十多天方能縱走完成，不利只想分段縱走的行程安排，故後來將南湖山群的南湖、中央尖改為北一段，中央尖死亡稜線以南的甘薯峰至畢祿山改為北一南段，或稱北二段，只走北一段和只走北二段的隊伍就不會經過死亡稜線。北一、北二分段更改後，北三段的劃分較為紛亂，有將原本的白隊中後段北二、北三即中橫以南全都畫為北三段，中橫和霧社支線通車之後合歡群峰變為「郊山化」的高山，故原本的北二段合歡群峰和奇萊連峰在有些登山行程安排不歸類在更改後的北二和北三段，北三段仍舊通常是指能安至七彩湖，也有些分段法將奇萊連峰與能高安東軍合稱為大北三段。
隨後有登山隊更延長了中央山脈主脊的縱走路線，在南湖山群以北的主脊，稱為北北段；卑南主山以南的主脊，稱為南南段。
途中行經主要山峰如下（山名後標註「*」者為1971年10月首次中央山脈南北大縱走計畫表列登臨的60座3000公尺以上山峰）：

### 北北段
泛指南湖北山以北的中央山脈主脊
過去登山隊有記錄的行程北端，有設在四季部落附近的加羅湖；有設在太平山翠峰湖附近的三星山（標高2352公尺）；2000年中華山協山羊隊超級大縱走更延伸到最北端的東澳嶺（標高821公尺）。

### 北一段
南湖群峰—死亡稜線
登山界又習稱北一段為「南湖中央尖」:
- 南湖北山*：3536m，三等三角點，編號：6330，台灣百岳編號22
  - 南湖北山往北續行中央山脈主脊為北北段
  - 往西岔出的支稜，北一段多由此線進出登山口
    - 審馬陣山*：3141m，三等三角點，編號：6325，台灣百岳編號83
    - 多加屯山：2795m，三等三角點，編號：6326
    - 南湖大山登山口（七一〇林道6.8K）
    - 勝光山：2285m，台灣省政府圖根補點（原由思源埡口附近七一〇林道進入路徑崩斷後，改由勝光啟登所經）
- 南湖大山北峰：3592m
- 南湖大山東北峰：3562m（位在南湖北峰、東峰之間的主脊，往東轉折遠繞、地形困難，大眾路線由南湖北峰直接上下圈谷並未經過此峰，又非百岳，少有人沿稜縱走，少數登臨者多由圈谷來回[註 6]）
- 南湖東峰*：3632m，台灣百岳編號14
  - 往東南岔出的支稜，有陶賽峰、南湖東南峰、馬比杉山等，許多大縱走隊伍不列入行程
- 南湖大山中南峰：3570m（南湖東峰、主峰間平坦鞍部往南偏離主脊約五百多公尺的一座尖峰，大眾路線並未經過，又非百岳，較少人登臨）
- 南湖大山*：3742m，一等三角點，台灣百岳編號08（山頂偏離中央山脈主脊約200公尺）
- 南湖大山南峰*：3475m，台灣百岳編號29（1971年首次大縱走，是由此續往南縱走主脊經巴巴山至中央尖山東峰，後來的隊伍多改走大眾路線，由此離開中央山脈主脊，往西下切到中央尖溪底）
- 巴巴山*：3449m，台灣百岳編號32（大眾路線多由南湖南峰輕裝原路來回，位在中央山脈主脊，但須岔出主線登山步道，故有的大縱走隊伍會略過）
- 巴巴山南峰：3291m（位在中央山脈主脊，但巴巴山—中央尖山東峰稜線斷裂、地形極為破碎，除1971年首次大縱走與少數其他隊伍，少有行走此段）
- 中央尖山東峰*：3580m（位在中央山脈主脊，但須岔出主線登山步道，又非百岳，故有的大縱走隊伍會略過）
- 中央尖山*：3698m，三等三角點，編號：6015，台灣百岳編號10

### 北二段
死亡稜線—中橫公路（自畢祿山步道沿820林道出合歡埡口）
原本1971年首次大縱走，將此段也列入北一段，後來台灣登山界演變為將死亡稜線以南另分一段，稱為「北一南段」，或改為「北二段」。百岳發表後，鈴鳴山與畢祿山之間並無百岳，只登百岳的登山隊通常分開安排獨立行程登臨鄰近中橫的畢祿山（或再縱走鋸山、羊頭山，或另單攻羊頭山），以及在鈴鳴山岔出主脊往閂山（稱為「北二段Ｏ形縱走」），較少隊伍行經鈴鳴山—畢祿山的主脊，為避免混淆，又稱縱走此段全段主脊為「大北二段」。
- 中央尖山西峰：3417m，不鏽鋼基座
- 甘薯峰*：3158m，三等三角點，編號：6362，台灣百岳編號81
- 甘薯南峰：3157m
  - 往西岔出往遠多志山支稜，通常不列入大縱走行程；補給隊及北二段Ｏ型縱走路線北口通常由此進出，接七三〇林道
- 鬼門關山：3395m
- 無明山*：3451m，二等三角點，編號：1450，台灣百岳編號31
- 無明山西峰：3225m
- 鈴鳴山*：3272m，三等三角點，編號：6373，台灣百岳編號60
  - 往西北岔出往人待山、閂山支稜，通常不列入大縱走行程；北二段Ｏ型縱走路線南口由此進出，接七三〇林道
- 北畢祿山：3193m
- 畢祿山*：3371m，三等三角點，編號：6368，台灣百岳編號39（大部分隊伍由此離開中央山脈主脊，往西下切到八二〇林道出合歡埡口）
  - 往東岔出往鋸山、羊頭山支稜，通常不列入大縱走行程
- 畢祿山南峰：3026m（位在中央山脈主脊，大部分隊伍會走820林道略過）
- 卯木山：2819m，三等三角點，編號：6377（位在中央山脈主脊，大部分隊伍會走820林道略過）

### 北三段
中橫公路—七彩湖
登山界又習稱「合歡群峰」、「奇萊連峰」、「能高安東軍」（能安）、「草山摩即」。原本1971年首次大縱走，合歡、奇萊是北二段，能安是南三段，後來北一、北二分段變更後，北三段的分段較為紛亂。有些分段是將中橫以南全部稱為「大北三段」；有些隊伍並不將位在公路邊的合歡群峰列入大縱走行程，「大北三段」則是指奇萊、能安；也有將奇萊連峰另行獨立列出而北三段是指能高安東軍。有少數隊伍為避免行走合歡山公路而選擇從合歡埡口縱走支稜屏風山到奇萊主山北峰。

#### 合歡群峰
合歡群峰多屬於中央山脈主脊，但因位在公路旁邊，有些隊伍並不將合歡群峰列入大縱走行程
- 合歡山北峰*：3422m，二等三角點，編號：1451，台灣百岳編號34（山頂偏離中央山脈主脊數百公尺）
  - 合歡山西峰：3144m，三等三角點6390號，台灣百岳編號82，由合歡山北峰往西岔出支稜約四公里處，通常不列入大縱走行程
- 石門山北峰：3290m
- 石門山*：3237m，三等三角點，編號：6389，台灣百岳編號70
- 合歡尖山：3217m
- 合歡東峰*：3421m，台灣百岳編號35
  - 往西岔出往合歡主峰的支稜
    - 合歡主峰*：3417m，三等三角點，編號：6388，台灣百岳編號37（山頂偏離中央山脈主脊西方一公里多）

#### 奇萊連峰
- 奇萊主山北峰*：3607m，一等三角點，台灣百岳編號16（山頂往東北偏離中央山脈主脊數百公尺）
  - 往東岔出往太魯閣大山的大支脈，通稱太魯閣山列，又稱奇萊東稜，通常不列入大縱走行程
  - 往北岔出往屏風山支稜，大部分大縱走隊伍不列入行程，而有些隊伍為避免行走合歡山公路會選擇縱走此支稜由合歡埡口進出
    - 屏風山：3250m，三等三角點，編號：6378，台灣百岳編號65（不在中央山脈主脊，此支稜南接奇萊北壁極為破碎危險，大部分大縱走隊伍不列入行程）
- 奇萊池山：3430m（位在中央山脈主脊，但登山步道並未經過，又非，故大多數隊伍會略過）
- 奇萊主山*：3560m，三等三角點，編號：5984，台灣百岳編號20
- 卡羅樓山*：3413m（位在中央山脈主脊，但地形破碎，登山步道從最高點微偏北往西下繞，又非百岳，故大多數隊伍會略過）
- 奇萊裡山*：3383m（位在中央山脈主脊，但登山步道並未經過，又非，故大多數隊伍會略過）
  - 奇萊主山南峰*：3358m，二等三角點，編號：1469，台灣百岳編號41（山頂往西偏離中央山脈主脊約1.6公里）
- 南華山*：3184m，三等三角點，編號：5942，台灣百岳編號76（行程大多安排輕裝由天池來回，再下到天池山莊，補給隊或單段縱走隊由能高越道路進出；亦有不在天池山莊住宿、補給者接續縱走至能高埡口）

#### 能高安東軍
- 卡賀爾山*：3105m
- 能高山*：3262m，三等三角點，編號：5957，台灣百岳編號62
- 能高山南峰*：3349m，二等三角點，編號：1453，台灣百岳編號43
  - 往東岔出往巴沙灣山的支稜，通常不列入大縱走行程
- 光頭山*：3060m，三等三角點，編號：5956，台灣百岳編號95
  - 往東岔出往牡丹山、賽德克族與太魯閣族聖石牡丹岩的支稜，通常不列入大縱走行程
- 白石山*：3110m，三等三角點，編號：5955，台灣百岳編號88
  - 往東岔出往針山的支稜，通常不列入大縱走行程
- 安東軍山*：3068m，一等三角點，台灣百岳編號94

#### 草山摩即
此段並無百岳亦無三千公尺以上高山，故除了進行大縱走行程的登山隊，少有山友行經，路徑不明
- 摩即山：2642m，三等三角點，編號：5977
- 草山：2811m，三等三角點，編號：5975
  - 往西北岔出的大支脈往干卓萬山塊，通常不列入大縱走行程
- 卡社大山：2974m，三等三角點，編號：5971
- 七彩湖

### 南三段
七彩湖—白洋金礦
百岳發表後，只登百岳的登山隊通常分開安排此段北側的「東郡山彙」（通常不列入大縱走行程）、「丹大山列」為一行程（通稱「丹大東郡橫斷」），南側的「馬博橫斷」（馬利加南山東峰往東南岔出往喀西帕南山的大支脈通常不列入大縱走行程）為另一行程，較少隊伍行經六順山—丹大山，以及義西請馬至山—馬利加南山東峰的主脊，為避免混淆，又稱縱走此段全段主脊為「大南三段」。此段為台灣高山最偏遠的區域，行程日數較長、路徑較為不清。
- 六順山：3009m，森林三角點，台灣百岳編號99
- 關門北山*：3105m
- 關門山：2976m，森林三角點
- 大石公山：3030m
- 小石公山：2980m
- 丹大山*：3325m，森林三角點，台灣百岳編號49
  - 往東岔出支稜，再轉往東北接倫太文山的稜線，中途往南岔出接阿拔仔山、阿屘那來山等三千公尺級高山的支稜，常列入丹大山列行程，但通常不列入大縱走行程
- 盧利拉駱山*：3175m，森林航測點，登山步道在此離開主脊，往西南下切太平溪源營地，再接上內嶺爾山支稜
- 馬路巴拉讓山西峰：3205m，森林航測點
  - 往東岔出支稜往馬路巴拉讓山、內嶺爾山
    - 馬路巴拉讓山*：3255m，不鏽鋼基座
    - 內嶺爾山：3275m，不鏽鋼基座，台灣百岳編號59，山徑在內嶺爾山、馬路巴拉讓山之間往東北接太平溪源營地、盧利拉駱山，登內嶺爾山要往東原路來回，往西經馬路巴拉讓山接回主脊馬路巴拉讓山西峰
- 義西請馬至山*：3245m，不鏽鋼基座，台灣百岳編號67
  - 往西北叉出大支脈往東郡大山，稱為東郡山彙，通常不列入大縱走行程
- 烏妹浪胖山：3031m
- 僕落西擴山*：3055m，森林三角點（亦有行程安排由此向西下到郡大溪最遠源流哈伊拉羅溪源的嘆息灣，再由馬利加南山接回主脊）
- 烏可冬克山*：3022m
- 馬利加南山東峰（塔比拉東山）：3358m，森林航測點
  - 往東南岔出往喀西帕南山的大支脈，稱為馬博橫斷，通常不列入大縱走行程
- 馬利加南山（塔比拉山）*：3546m，森林三角點，台灣百岳編號21
- 馬里亞文路山東峰：3444m
- 馬里亞文路山*：3483m，不鏽鋼基座
- 馬博拉斯山*：3785m，森林三角點，台灣百岳編號07（山頂偏離中央山脈主脊兩百多公尺）
  - 往西北叉出支稜往盆駒山，通常不列入大縱走行程，但馬博拉斯山屋缺水時亦有隊伍安排輕裝往返取水
- 秀姑巒山*：3829m，二等三角點，編號：1453，台灣百岳編號06（秀姑巒山在白洋金礦以北，但南二段單段的縱走行程常會連走秀姑巒山；南二、南三段間的補給點，有些行程規劃會由白洋金礦推進到馬博山屋）
  - 往西岔出支稜往八通關山連接玉山山脈，通常不列入大縱走行程；補給隊和單段縱走南二、南三、馬博橫斷的登山隊，常由此支稜南側，連接秀姑坪、白洋金礦、八通關越嶺道的山徑進出

### 南二段
白洋金礦—南橫公路
- 大水窟山北峰：3628m，森林航測點
- 大水窟山*：3642m，不鏽鋼基座，台灣百岳編號13
- 南大水窟山*：3381m，森林三角點
- 北面山*: 3166m（山頂偏離中央山脈主脊北方約500公尺，主線登山步道並未經過，又非百岳，大多數隊伍會略過）
- 達芬尖山*：3208m，不鏽鋼基座，台灣百岳編號73
- 塔芬山*：3070m，二等三角點，編號：1679，台灣百岳編號91
- 轆轆山東峰：3272m
  - 轆轆山*：3279m，三等三角點，編號：7530，台灣百岳編號57（山頂偏離中央山脈主脊西方約300公尺，由轆轆山東峰往西原路來回）
- 雲峰東峰*：3454m（位在中央山脈主脊，但主線登山步道從東側山腰繞過，又非百岳，故大多數隊伍會略過）
  - 往西南再轉往西岔出支稜往雲峰
    - 雲峰中峰：3520m（山頂偏離中央山脈主脊西南方七百多公尺，大眾步道未經過，又非百岳，較少隊伍登臨）
    - 雲峰*[註 1]：3564m，二等三角點，編號：1684，台灣百岳編號19（雲峰中峰西側約700公尺，有些隊伍會略過）
    - 玉穗山：3044m，三等三角點7527號（雲峰西側近四公里，少有列入大縱走行程）
- 南雙頭山*：3356m，不鏽鋼基座，台灣百岳編號42
- 三叉山*：3496m，一等三角點，台灣百岳編號27
  - 往東岔出支稜往布拉克桑山、新康山，通常不列入大縱走行程
- 向陽山北峰*：3462m（位在中央山脈主脊，但主線登山步道並未經過，又非，故大多數隊伍會略過）
- 向陽山*：3603m，三等三角點，編號：7529，台灣百岳編號17（1971年首次大縱走，是由關山埡口續往北縱走主脊至此，後來的隊伍多改走大眾路線，由此走南稜離開主脊由南橫向陽工作站進出，然南橫封閉期間亦有隊伍不由向陽工作站進出而改續行主脊）
- 魔保來山：3295m（位在中央山脈主脊，但主線登山步道並未經過，又非，故大多數隊伍會略過，然南橫封閉期間亦有隊伍續行主脊）
- 溪頭山*：3272m，不鏽鋼基座（位在中央山脈主脊，但主線登山步道並未經過，又非，故大多數隊伍會略過，然南橫封閉期間亦有隊伍續行主脊）
- 關山嶺山*：3176m，二等三角點，編號：1683，台灣百岳編號77（位於南橫公路北側，南橫通車之後成為郊山化的獨立行程南橫三星之一，而不列入南二或南一段的行程，然南橫封閉期間亦有隊伍向陽山與關山埡口之間續行主脊，登山口因莫拉克風災崩毀，目前已修復完成）

### 南一段
南橫公路—卑南主山
南二段向陽山接南一段關山之間的中央山脈主脊，為地形極為破碎的向陽大斷崖、恐龍塔、鷹子嘴、關山大斷崖，有的隊伍選擇縱走極為危險的主脊，大多數隊伍選擇利用南橫公路略過這段主脊；在南橫不通的期間，也有隊伍選擇向陽山到關山嶺山之間縱走主脊接南橫關山埡口，再行走南橫接庫哈諾辛登山口
- 塔關山北峰：3131m（位在中央山脈主脊，但此段主脊極為破碎危險，故多數大縱走隊伍會改走南橫三星步道繞過）
- 塔關山東北峰：3133m（位在中央山脈主脊，但此段主脊極為破碎危險，故多數大縱走隊伍會改走南橫三星步道繞過）
- 塔關山*[註 1]：3222m，三等三角點，編號：7535，台灣百岳編號71，原名「大關山」（位於南橫公路南側。1971年首次大縱走，原訂計畫是由關山北峰往北縱走主脊，經關山埡口至向陽山，但因天候不佳，斷崖地形縱走困難，未登臨塔關山。南橫通車後，此山成為郊山化的南橫三星之一，後來隊伍多棄主脊而改走大眾路線）
- 恐龍塔：3217m（位在中央山脈主脊，但此段主脊極為破碎危險，故多數大縱走隊伍會改走南橫三星步道繞過）
- 恐龍尖山：3234m（位在中央山脈主脊，但此段主脊極為破碎危險，故多數大縱走隊伍會改走南橫三星步道繞過）
- 鷹子嘴：3306m（位在中央山脈主脊，但此段主脊極為破碎危險，故多數大縱走隊伍會改走南橫三星步道繞過）
- 關山北峰*：3423m（位在中央山脈主脊，多數大縱走隊伍會改走南橫三星步道繞過）
- 關山三叉峰：3444m[註 7]
  - 往北岔出往庫哈諾辛山的支稜（南橫通車後，多數大縱走隊伍會由此改走南橫三星步道繞過主脊）
    - 庫哈諾辛山：3115m，三等三角點，編號：7534，台灣百岳編號85（偏離中央山脈主脊三公里多，須岔出主線登山步道，故有的大縱走隊伍會略過，南橫三星之一）
- 關山*：3668m，二等三角點，編號：1674，森林三角點，台灣百岳編號12
- 海諾南山*：3175m，三等三角點，編號：7217，台灣百岳編號78
- 小關山北峰：3239m
- 小關山*：3249m，二等三角點，編號：1668，台灣百岳編號66
- 雲水山*：3013m
- 馬西巴秀山*：3022m，森林三角點
- 卑南主山北峰：3263m（主脊步道在山頂東側一百多公尺處繞過，並非百岳，隊伍通常不會岔去登頂）
  - 往西北岔出往石山的支稜，不繼續縱走南南段者多由此線進出石山林道，三叉路口營地在卑南主山北峰山頂東南方兩百多公尺
    - 卑南主山西北峰：3228m（登山步道偏離山頂數十公尺）
    - 石山：2815m，三等三角點，編號：7204（原下山通往石山工作站的路徑崩毀後，改道石山稜線）
    - 溪南山：2649m，三等三角點，編號：7203，為昔日高雄縣十大名山之一，與石山間有溪南鬼湖，與石山亦合稱石山秀湖，由此下石山林道溪南山登山口
- 卑南主山*：3295m，一等三角點，台灣百岳編號54（通常由卑南主山北峰三叉路口營地輕裝來回；續走南南段者，由此續行中央山脈主脊）

### 南南段
泛指卑南主山以南的中央山脈主脊，登山界亦有戲稱「難難段」，常見到跋涉一個月僅能推進50公里的記錄，此段只有一座3000公尺以上高山即唯一一座百岳北大武山。
過去登山隊有記錄的行程南端，有設在霧頭山（標高2736公尺）；有設在大武地壘的北大武山或南大武山；2000年中華山協山羊隊超級大縱走延伸到標高2000公尺以上更南邊的衣丁山（標高2068公尺）；2006年南搜超級大縱走更延伸到姑子崙山（標高1631公尺）。:14
- 卑南主山南峰：3185m
- 見晴山東峰
- 見晴山：2720m
- 出雲山：2772m
- 內本鹿山：2459m
- 萬山：2535m，位於萬山神池旁
- 石穗頭山：2555m
- 遙拜山中峰：2300m，立有一碑，上刻「山」字
- 遙拜山：2415m，位於大鬼湖旁
- 南遙拜山
- 拜燦山：2298m
- 王霸邊浦山：2407m
- 大浦山：2378m，位於紅鬼湖、黑鬼湖旁
- 拉戞拉戞爾山：2202m，位於小鬼湖旁
- 境界山：1959m
- 松山：2062m
- 霧頭山：2736m，為中央山脈主脊卑南主山往南，第一個凸起的山
- 茶埔岩：2360m
- 三塔峰：2765
- 北大武山：3092m，為中央山脈主脊卑南主山往南，第二個凸起處，也是中央山脈卑南主山以南唯一的3000公尺以上高山，亦是唯一的百岳
- 南大武山：2841m
- 茶仁山：2139m
- 衣丁山：2086m，為清治時開山撫番闢建三路中的南路（崑崙坳古道）越嶺點
- 句奈山：1554m
- 姑子崙山：1631m，為清末闢建的浸水營古道越嶺點
- 大漢山：1740m，山頂有一等三角點，但山頂為軍營，未開放進入

## 紀錄
歷年北起北一段南湖群峰、南到南一段卑南主山的中央山脈大縱走，以及更往南北主脊延伸的行程重要紀錄
- 首次南北大縱走：1971年台灣省體育會山岳協會（今中華民國協會），由林文安策劃，60名成員分兩隊及7組輔佐隊，分別由北端審馬陣山、南端卑南主山出發，登臨共計60座3000公尺以上山峰，並於中點七彩湖在10月底會師。[1][2]
- 首次全程大縱走、首次大縱走婚禮：1978年10—11月，台北市登山會高山俱樂部陳財旺、石煌榮等7人全程隊，由南端卑南主山到北端審馬陣山，中途5組補給隊，全程38天。此隊縱走隊員李九柑為首位完成百岳最年輕的女性，與顏鎮國先生在完成大縱走時正好完成一二〇岳，在南湖大山舉行首次大縱走婚禮，有一百多位山友登上南湖大山前來祝賀。[3][11]:106
- 首次冬季完成：1979年12月—1980年1月廖崑山等三人與伍文化46天完成首次冬季中央山脈大縱走。[10]:6
- 首次獨力完成：1982年，台北縣樂山會劉崑耀（後為山搜資深教官），為自小左腳小兒麻痺的身障人士，首次獨力南湖群峰至卑南主山大縱走62天完成。[12][13]
- 首次無補給隊：1984年7月，苗栗頭份張致遠、賴永貴、張勝二共三人無補給隊，42天完成北到南大縱走；[10]:7此為賴永貴第二度完成大縱走。
- 首次三度完成：1980年、1984年7月、1989年7月，苗栗頭份賴永貴第三度完成大縱走。[10]:7,9
- 首次獨攀遇難：1989年10月，27歲的登山好手黃新華，為已完登百岳的光武工專嵐虹登山社校友，單獨一人進行大縱走，於死亡稜線墜崖死亡。[14][15][16]
- 首次四度完成：1980年、1984年7月、1989年7月、1993年6月，苗栗頭份賴永貴第四度完成大縱走。[10]:7,9
- 首次女力完成：1993年7月游寶環、陳秋霞、陳美馨三人31天完成「全女性中央山脈大縱走」。[10]:10
- 首次南南段3000公尺以上大縱走全段：1998年7月輔仁大學登山社陳嘉峰、張國源、洪廣冀三名學生，自北大武山往北縱走到南湖大山，花費80天完成。[10]:12[17][18][19]
- 首次超級大縱走標高2000公尺以上主脊全程：2000年超級大縱走，中華山岳協會山羊隊林忠亮、簡武雄、林日財三人9月5日由南端屏東崑崙坳古道登衣丁山（標高2068公尺）往北，11月25日至最北端的東澳嶺（標高821公尺），花費81天完成[註 5][6][7]。
- 大縱走婚禮首次由新人著述成書：2002年8月25日—10月14日，政治大學523登山隊連志展與陳貞秀結伴大縱走高山線50天，由南端的卑南主山一路往北到南湖大山，為避開公路，途經關山大斷崖、向陽大斷崖、奇萊北壁等探險級路線，有陪走隊及補給，最後在南湖圈谷舉辦高山婚禮，由新人陳貞秀著述成《山の花嫁》一書。[11]:106[20][21]
- 首次獨力速攀：劉忠孝於2002年9月1—30日，花費30日獨自完成。[22]
- 冬季最速完成：郭與鎮、陳美馨二人，於2003年12月，花費23日完成；陳美馨創下女性首次二度完成中央山脈大縱走的紀錄。[23]
- 首次獨力無補給隊完成（補給品事先預藏山屋，又稱為「黃鼠狼」走法）：黃魏慶於2004年4月25日—6月9日，花費46日獨自完成。[24]歸來後發表《一個人的中央山脈》一書，提供執行中央山脈大縱走的攻略。[25]
- 首次女力無補給隊完成：2005年10—11月游寶環與陳錦屏、陳秀真姊妹三人，40天完成無補給隊全女性中央山脈大縱走。游寶環二度完成全女性中央山脈大縱走。[26][27]
- 超級大縱走更往南延伸：2006年10—12月中華民國山難救助協會南區搜救委員會（南搜）卓明卿、吳明旭、周銘滄、柯正民、卓福星等五人將超級大縱走自三星山至南南段往南更延伸到姑子崙山（標高1631公尺，原計畫為標高1688公尺的大漢山，但為軍事管制區無法進入），共79天。[10]:14
- 首次大縱走全程影像記錄影集在電視播映：2012年11月至次年2月，《MIT台灣誌》節目10週年特別企劃團隊導演麥覺明、總策畫阮桂瓊與十多位高山嚮導等人，進行中央山脈大縱走影像記錄計畫，部分路段有學者來賓同行，有分段進行補給及部分工作人員輪調，由南湖群峰至卑南主山耗時近四個月，於2012年12月2日至次年4月27日在中視播映，2013年第48屆金鐘獎獲頒行腳節目獎。[28][29]
- 首次從富貴角走到鵝鑾鼻，中間行經中央山脈大縱走路線：長庚大學登山社五名畢業社員發起『縱剖臺灣』計畫，於2021年10月2日到2022年1月10日，共計101日（此隊有補給隊及陪走隊支援，在行至四稜溫泉遇到圓規颱風來襲，先撤退離開山區，後來接續出發時並未攀登南湖群峰，而是直接登上中央尖山繼續往南的行程）。[30][31]
- 無補給快走（此隊未登南湖群峰，亦未登偏離主線步道的山頭，如甘薯峰、合歡群、奇萊北主南、南華、能高南、安東軍、六順、內嶺爾、烏可冬克、馬博、秀姑巒、達芬尖、轆轆、雲峰、三叉、向陽、關山嶺、塔關等皆未登臨）：由輕量化山友李啟賓（Hiker CP），於2022年4月11日至4月24日，共耗時14日無補給獨力完成。[32] （並不符合野跑界「無支援已知最快時間」的記錄定義）
- 最多山頭、最高爬升、最長距離、最少日數：2022年10月1日至9日，古明政、周青兩人，每日由補給隊安排補給的中央山脈大縱走，北起南湖北山、南抵卑南主山，登臨40座百岳，全長322公里，創下8天16小時54分11秒最速完成紀錄，攀登過程記錄片《赤心巔峰》於2023年年底上映。[33]

## 外部連結
- 台灣國家公園數位典藏主題網·數位典藏資源·台灣登山史·典藏照片（pp. 2-9）（內政部國家公園署 版權所有，僅供網路瀏覽 - 禁止轉載）